# オランチョ県
オランチョ県（Olancho）は18あるホンジュラスの県のひとつ。最大の面積を持つ県である。ホンジュラスの北東部に位置し、内陸部にある。

## 歴史
オランチョはその牧畜業によって長い間ホンジュラスで最も豊かな地方であった。このことに比例してオランチョは商業的にも、また政府内の政治においても影響力を持った。
この商業的影響力によって、しばしば県内における政治秩序においての闘争を引き起こすこととなった。1864年12月7日ロサーレスという名の代議員の拘束が県と中央政府における最高権威に対しての反乱を引き起こした。
1865年バラオーナ、サバーラ、アントゥネスなどの大佐たちに率いられた1000人以上の反乱軍は首都のテグシガルパを目指して進軍した。この動きに対して共和国大統領ホセ・マリーア・メディーナ将軍は反乱軍に対抗するために遠征部隊を組織し、対峙させた。
この反乱の結末はメディーナと彼の部下たちが反乱軍を鎮圧し、首謀者たちを逮捕、そして銃殺あるいは斬首し、その首を埋めて終わった。この戦いでホンジュラスの多くの村、集落が焼かれ、住民が殺され、また反乱側についた多くのものも処刑あるいは戦闘で命を落とした。
この事件の後、多くのオランチョの住民が国内の他の地方へ追放、あるいは流され、また逃亡することとなり、オランチョは多くの住民を失った。マントは県内での中心都市としての地位を失い、フティカルパに取って代わられた。
1868年、シンチョネーロ（Cinchonero）として知られていた青年セラピオ・ロメーロが仲間たちと権力者ナサリーノ・ガライに対してフティカルパで決起した。両者は剣で激しく打ち合い、最終的にセラピオ・ロメーロが勝利した。
その後シンチョネーロは中央政府に逆らって、バラオーナ、アントゥネス、サバーラなどの大佐の首を掘り起こし、死後の名誉の回復を図った。この再度の反乱に対し、政府は部隊を派遣し、勝利、セラピオ・ロメーロは捕らわれ、首をはねられた。この流血事件の後、オランチョは住民の多くを失い、やっと静寂が訪れた。
この県の創設は1825年にさかのぼるが、1869年には自治体ダンリーがエル・パライソ県へ配置換えとなり、その面積を減らされた。

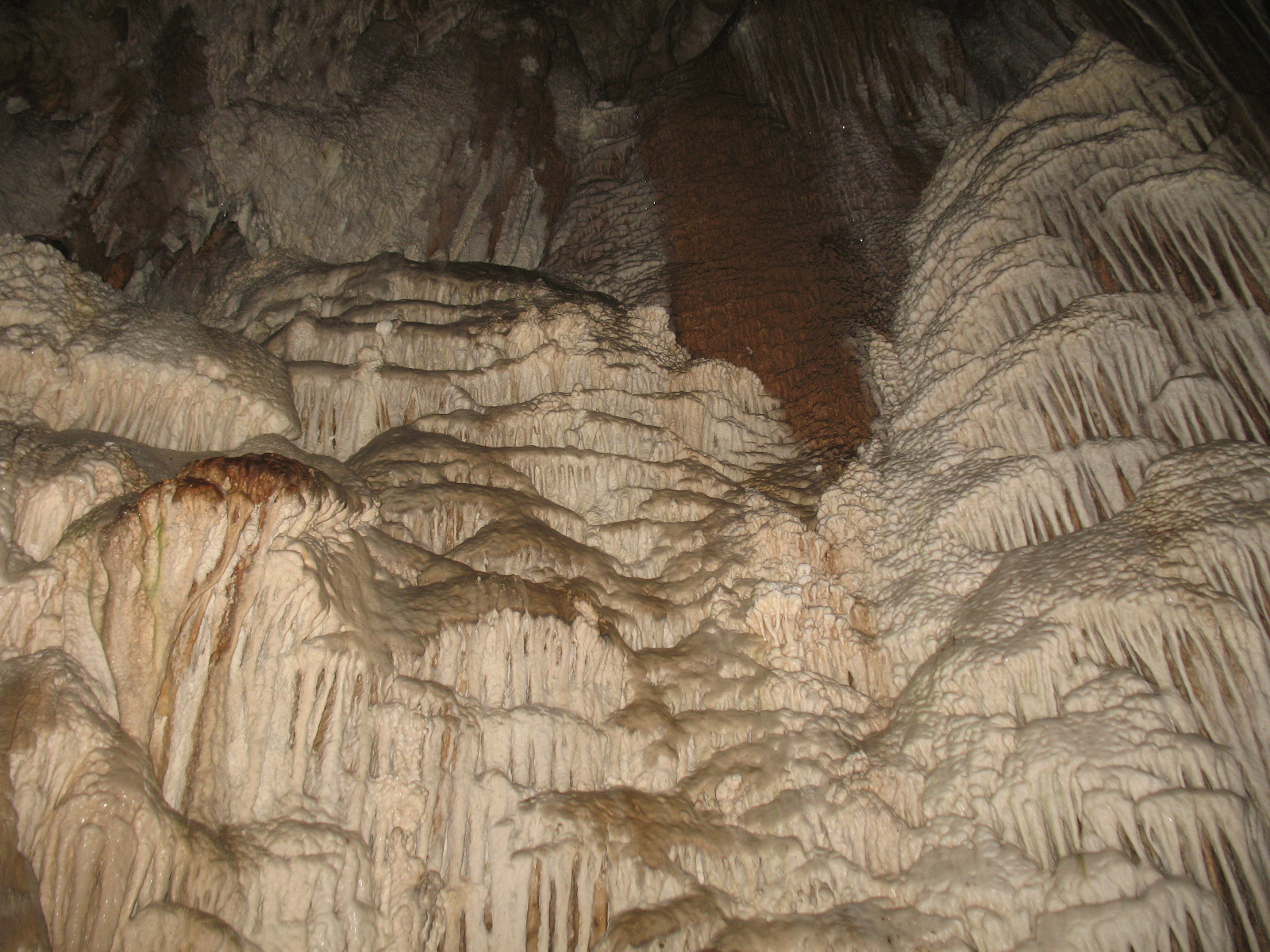
クエバス・デ・タルグア（鍾乳洞）

## 地理
オランチョはホンジュラス共和国を構成する18県で最大の面積を誇る。また隣国のエル・サルバドル共和国やベリーズよりも広く、中央アメリカの国家の下位行政区画としてはグアテマラのペテン県、ニカラグアの北カリブ自治地域、南カリブ自治地域に次ぐ4番目の面積を有する。
オランチョはホンジュラスの北東部に位置し、北はヨロ県とコロン県と、南はエル・パライソ県とニカラグアと、東はグラシアス・ア・ディオス県と、西はフランシスコ・モラサン県とヨロ県と隣接する。
面積は23,905でkm²で、地中海のイタリア領サルデーニャ島とほぼ同じである。北緯14度03分から15度35分、西経85度0分から86度59分の間に位置している。人口はおよそ50万人で、人口密度は18.1人/km²である。
地勢はコルディジェーラ・セントロアメリカーナ（中央アメリカ山脈）の一部をなす一連の山地によって形成される。これらの山の内、ラ・エスペランサ、アガルタ、パトゥーカ山地などが突出している。また、グアジャーペ、ティント、パトゥーカ（Río Patuca）などの河川によってグアジャーペ、カタカマス、レパグアーレ、アガルパ、パトゥーカなどの谷が形成されている。

## 隣接する県
- コロン県
- グラシアス・ア・ディオス県
- 北カリブ自治地域
- ヒノテガ県
- エル・パライソ県
- フランシスコ・モラサン県
- ヨロ県

## 行政区画

### 自治体
オランチョ県は23の自治体によって構成される。県都はフティカルパで、次に重要な位置にあるのは元大統領マヌエル・セラージャ・ロサーレスの出身でもあるカタカマスである。

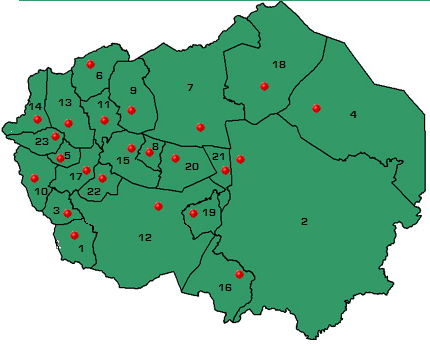
オランチョ県の自治体

| #  | 自治体名                         | 人口順位 | 人口    | 面積順位 | 面積 (km²) | RNPコード |
| -- | -------------------------------- | -------- | ------- | -------- | ---------- | --------- |
| 1  | カンパメント                     | 7        | 20,900  | 14       | 391.49     | 1502      |
| 2  | カタカマス                       | 2        | 119,344 | 1        | 7173.89    | 1503      |
| 3  | コンコルディア                   | 21       | 6,919   | 18       | 267.80     | 1504      |
| 4  | ドゥルセ・ノンブレ・デ・クルミ   | 3        | 33,085  | 2        | 2925.09    | 1505      |
| 5  | エル・ロサリオ                   | 22       | 4,736   | 22       | 143.11     | 1506      |
| 6  | エスキプーラス・デル・ノルテ     | 14       | 10,246  | 10       | 523.33     | 1507      |
| 7  | グアラーコ                       | 6        | 22,119  | 4        | 2363.45    | 1508      |
| 8  | グアリサーマ                     | 17       | 8,041   | 23       | 16.91      | 1509      |
| 9  | グアータ                         | 10       | 12,239  | 6        | 680.03     | 1510      |
| 10 | グアジャーペ                     | 12       | 11,618  | 13       | 422.49     | 1511      |
| 11 | ハーノ                           | 23       | 4,054   | 15       | 362.71     | 1512      |
| 12 | フティカルパ                     | 1        | 126,030 | 3        | 2606.20    | 1501      |
| 13 | ラ・ウニオン                     | 19       | 7,830   | 8        | 556.34     | 1513      |
| 14 | マングリーレ                     | 15       | 9,125   | 12       | 432.65     | 1514      |
| 15 | マント                           | 11       | 11,714  | 11       | 517.19     | 1515      |
| 16 | パトゥーカ                       | 4        | 30,991  | 7        | 635.10     | 1523      |
| 17 | サラーマ                         | 20       | 7,012   | 16       | 337.85     | 1516      |
| 18 | サン・エステバン                 | 5        | 25,328  | 5        | 1962.34    | 1517      |
| 19 | サン・フランシスコ・デ・ベセーラ | 16       | 8,644   | 17       | 332.92     | 1518      |
| 20 | サン・フランシスコ・デ・ラ・パス | 8        | 18,644  | 9        | 533.07     | 1519      |
| 21 | サンタ・マリーア・デル・レアル   | 9        | 13,035  | 21       | 230.80     | 1520      |
| 22 | シルカ                           | 18       | 7,901   | 19       | 255.55     | 1521      |
| 23 | ジョコン                         | 13       | 10,914  | 20       | 243.15     | 1522      |

## 経済
オランチョ県の経済は農業と牧畜業を基盤にしており、これらの産品ではトウモロコシ、サトウキビ、コーヒー豆、モロコシ属の穀物類、インゲン豆、米、coyolなどが盛である。また木材とタバコ栽培も県経済の重要な部門となっている。